# كسور العظام لدى الأطفال
كسور عظام الأطفال أو كسور الأطفال  هو حالة طبية يتم فيها إصابة العظام أو كسرها طفل (من هم أصغر من سن 18). حوالي 15 ٪ من جميع الإصابات في الأطفال هي إصابات الكسور. تختلف كسور العظام لدى الأطفال عن كسور العظام لدي البالغين لأن عظام الطفل لا تزال في طور النمو. بالإضافة إلى ذلك يجب الأخذ بعين الاعتبار أن هذه الكسور والإصابات في العظام بهذا العمر قد تؤثر على نموها. 

## كيف تحدث الكسور
على الصعيد اليومي والنشاطات التي يقوم بها الأطفال تتمثل وظيفة العظام على دعم ومساعدة الطفل على القيام بهذه النشاطات التي تحتاج إلى قوى معينة، لكن إذا زادت هذه القوة عن الحد الطبيعي تؤدي إلى إصابة العظام وتعرضها للكسر. على سبيل المثال، عندما يقفز المراهق من الترامبولين ويهبط على قدميه ، فإن العظام والأنسجة الضامة في قدم المراهقين تستوعب عادة القوة والثني ثم تعود إلى شكلها الأصلي.ومع ذلك ، إذا كان هذا الهبوط والقوة التي يقوم بها المراهقين زادة عن حد التحمل للجسم ، فلن تتمكن العظام والأنسجة الضامة من دعم القوة وسوف تتكسر.

## الأعراض والعلامات لكسور العظام
على الرغم من أن الأعراض تختلف بشكل كبير بعد تعرض العظام للكسر، إلا أن أكثر أعراض الكسور شيوعًا ما يلي:
- ألم في المنطقة المكسورة
- تورم في المنطقة المكسورة
- تشوه واضح في المنطقة المكسورة
- عدم القدرة على استخدام أو تحريك المنطقة المكسورة بطريقة طبيعية
- كدمات أو حرارة أو احمرار في المنطقة المكسورة

- الأطفال المعرضين أكثر من غيرهم للإصابة بالكسور :

انخفاض محتوى المعادن في العظام:
الأطفال الذين يعانون من اضطرابات عامة مثل أمراض الكلى، والتليف الكيسي، وداء السكري، ونقص هرمون النمو، واضطرابات نقص تكوين العظم في خطر.
الاضطرابات العصبية العضلية: الأطفال المصابون بالشلل الدماغي، والتهاب المفاصل، يكونون أكثر عرضة لحدوث كسر لأسباب مجتمعة مثل تصلب المفاصل وقلة المخزون من المعادن . 
نشاط الطفل اليومي: يتعرض الأطفال بشكل عام لخطر أكبر بسبب مستويات نشاطهم المرتفعة. الأطفال الذين لديهم سلوكيات خطرة واندفاعية معرضون لخطر أكبر للإصابة بالكسر.